# Ceratophyllus sinicus
Ceratophyllus sinicus är en loppart som beskrevs av Jordan 1932. Ceratophyllus sinicus ingår i släktet Ceratophyllus och familjen fågelloppor. Inga underarter finns listade i Catalogue of Life.